# Gerry Rafferty
Gerry Rafferty, de son vrai nom Gerald Rafferty, né le 16 avril 1947 à Paisley en Écosse et mort le 4 janvier 2011 à Stroud en Angleterre, est un musicien, guitariste, chanteur, auteur-compositeur britannique de pop rock, soft rock et folk rock. Particulièrement prolifique vers la fin des années 1970, Il a composé plusieurs grands succès, dont la chanson Baker Street en 1978.

## Biographie
Gerry nait à Paisley en 1947 dans une famille de mineurs démunie. Sa mère lui a transmis son amour de la musique traditionnelle irlandaise et écossaise, tandis que les Beatles et Bob Dylan sont ses influences clés. Son père est un alcoolique violent qui meurt en 1963. Gerry quitte alors l'école pour travailler, notamment dans une boucherie, il forme alors un premier groupe, The Mavericks,  avec un ami d'école, Joe Egan (en).
C'est lors d'un concert donné dans une salle de bal locale en 1965 qu'il rencontre sa future épouse, Carla Ventilla, alors âgée de 15 ans et qu'il épouse en 1970.
À partir de 1969, il travaille un temps avec Billy Connolly (aujourd'hui plus connu pour sa carrière de comédien) dans un groupe folk nommé The Humblebums (en), et entame sa carrière solo en 1971 avec son premier album solo : Can I Have My Money Back.
En 1972, il retrouve Joe Egan avec qui il forme le groupe Stealers Wheel. Le succès est au rendez-vous, avec notamment la chanson Stuck in the Middle with You, présent sur leur premier album Stealer's Wheel (ils en vendent plus d'un million de copies, et la chanson connaît à nouveau le succès à la suite de son utilisation dans le film Reservoir Dogs de Quentin Tarantino sorti en 1992). Cependant, le contrat qui les lie à la maison de disques leur impose des tournées et une telle production que les tensions montent entre Rafferty et Egan. Après une première séparation suivie d'une reformation, le groupe se sépare définitivement en 1975.
Les batailles juridiques liées à la dissolution du groupe afin de délier Rafferty de son contrat durent 3 ans, et ce n'est qu'en 1978 qu'il sort un nouvel album solo, City to City, dont est tiré Baker Street. Le single atteint la deuxième place du top au Royaume-Uni et la troisième aux États-Unis, il s'en vend plus de 5,5 millions de copies. Right Down the Line, titre issu du même album, est encore diffusé sur les radios de nos jours. Son album suivant, Night Owl, fut aussi un succès, avec des titres comme Days Gone Down ou Get It Right Next Time.
Rafferty a contribué à la BO du film Local Hero composée par Mark Knopfler avec le titre The Way It Always Starts (1983).
Puis il a coproduit Letter from America pour le groupe The Proclaimers en 1987.
Les albums suivants, Snakes and Ladders (1980), Sleepwalking (1982) et North and South (1988), n'eurent pas autant de succès, en partie à cause du fait que Rafferty a délaissé un peu la scène.
En effet, alors que sa popularité atteint son maximum, Rafferty s'isole de plus en plus. Il refuse des propositions de tournée avec Eric Clapton et Paul McCartney et sombre de plus en plus dans l'alcool. En 1990, Carla, qui ne voit plus comment le sortir de cette dépression chronique, le quitte.
Sa compilation On A Wing and a Prayer (sorti en 1992) réunit plusieurs de ses titres, dont plusieurs sont issus de ses duos avec Joe Egan. Deux ans plus tard sort Over My Head, où certains titres comme Her Father Didn't Like Me Anyway réapparaissent.
Another World est sorti en 2000. Au départ disponible uniquement sur son site web, il fut commercialisé par le label Hypertension. Sa couverture a été réalisée par J. Patrick Byrne, comme pour City to City, Night Owl, et Snakes and Ladders.
En 2009, Rafferty sort Life Goes On.

## La fin de sa vie
À partir de 1990 Rafferty est pris dans une lutte constante face à la dépression et l'alcoolisme.
En août 2008, Rafferty est hospitalisé au St Thomas' Hospital à la suite d'une beuverie de plusieurs jours dans un hôtel de Londres. Le lendemain, laissant derrière lui ses effets personnels, il disparaît de l'hôpital qui signale alors sa disparition à la police. Il est réapparu plus de six mois après, par le biais de son porte-parole, le déclarant en bonne santé et désireux de rester seul.
Le 17 février 2009, The Guardian déclare que Rafferty, en proie à un alcoolisme contre lequel il se bat depuis des années, se cache dans le sud de l'Angleterre, soutenu par un ami. À la même époque, Paul Charles, porte-parole de Gerry déclare au journal The Independent que, d'après un entretien vieux de deux semaines, Rafferty n'a aucun projet, ni tournée, ni enregistrement,,. L’album, intitulé Life Goes On, est publié en novembre 2009.
En novembre 2010, Rafferty est admis à l'hôpital de Bornemouth (Dorset), souffrant d'une grave défaillance hépatique. Il y meurt le 4 janvier 2011 à l'âge de 63 ans d'une maladie du foie.

## Discographie

### Compilations
- 1991 : Right Down the Line: The Very Best of Gerry Rafferty
- 1995 : One More Dream: The Very Best of Gerry Rafferty Gold
- 2006 : Days Gone Down: The Anthology: 1970-1982
- 2009 : Life Goes On